# شهرستان پرینس ادوارد، انتاریو
شهرستان پرینس ادوارد (به انگلیسی: Prince Edward County) یک single-tier municipality در کانادا است که در انتاریو واقع شده‌است.

## خصوصیات
شهرستان پرینس ادوارد ۲۵٬۲۵۸ نفر جمعیت دارد.